# Byran Black
Byran Black (1912-2002) fue un deportista británico que compitió en bobsleigh. Ganó dos medallas de oro en el Campeonato Mundial de Bobsleigh de 1937, en las pruebas doble y cuádruple.

## Palmarés internacional
| Campeonato Mundial | Campeonato Mundial         | Campeonato Mundial | Campeonato Mundial |
| Año                | Lugar                      | Medalla            | Prueba             |
| ------------------ | -------------------------- | ------------------ | ------------------ |
| 1937               | Cortina d'Ampezzo (Italia) | Medalla de oro     | Doble              |
| 1937               | Sankt Moritz (Suiza)       | Medalla de oro     | Cuádruple          |